# Vườn di sản ASEAN

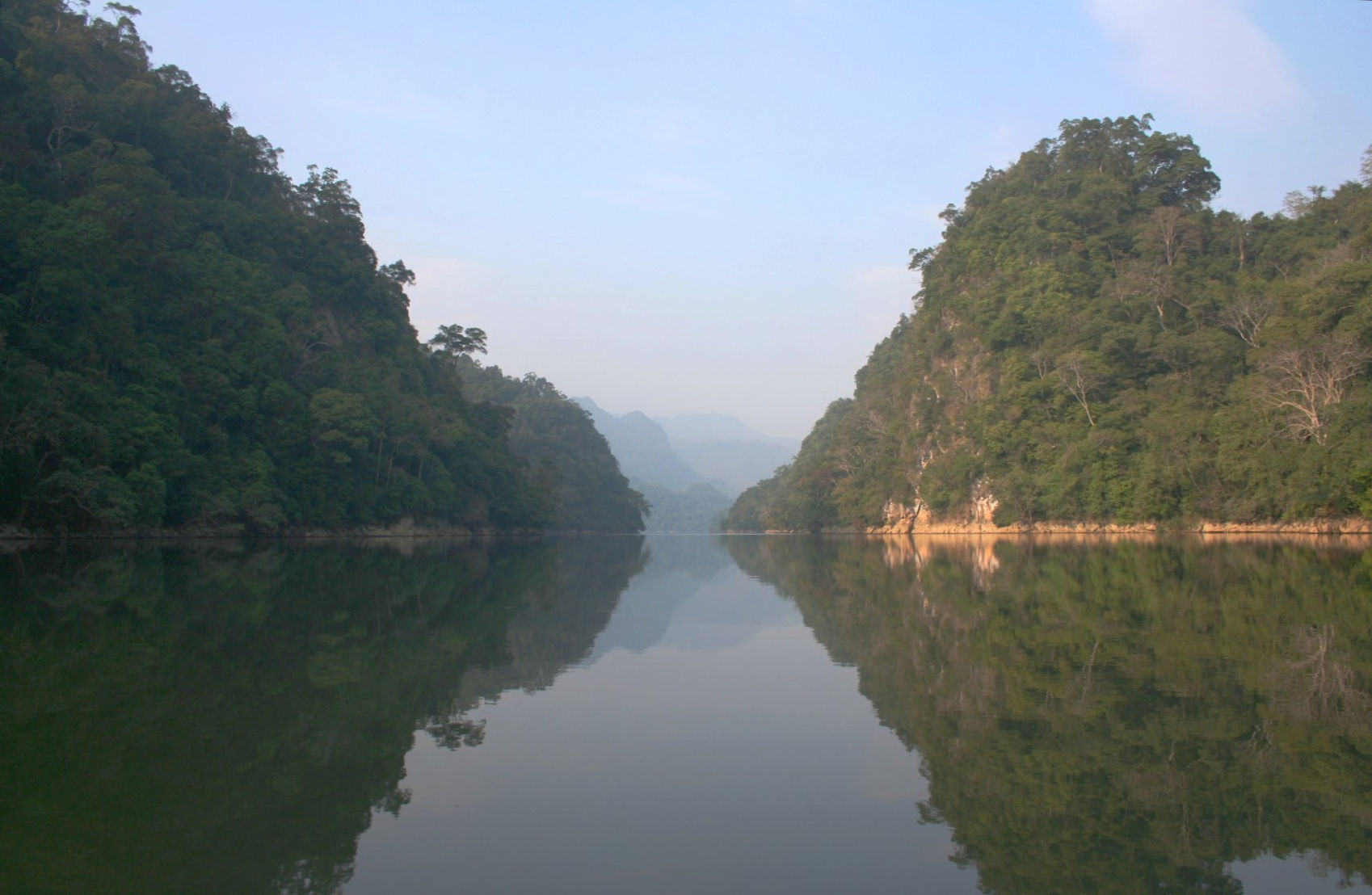
Vườn quốc gia Ba Bể, Vườn di sản ASEAN của Việt Nam.

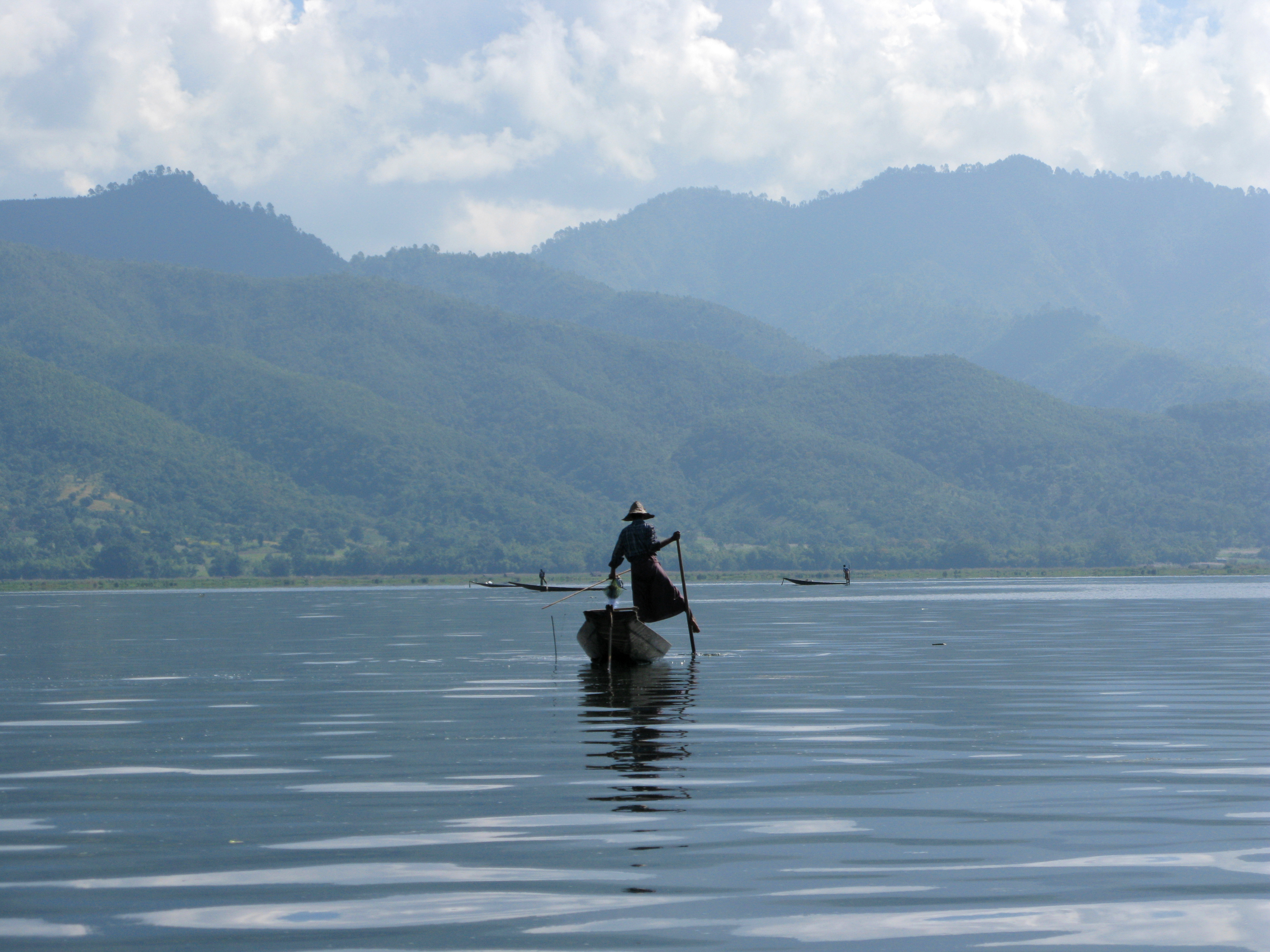
Hồ Inle, Myanmar.

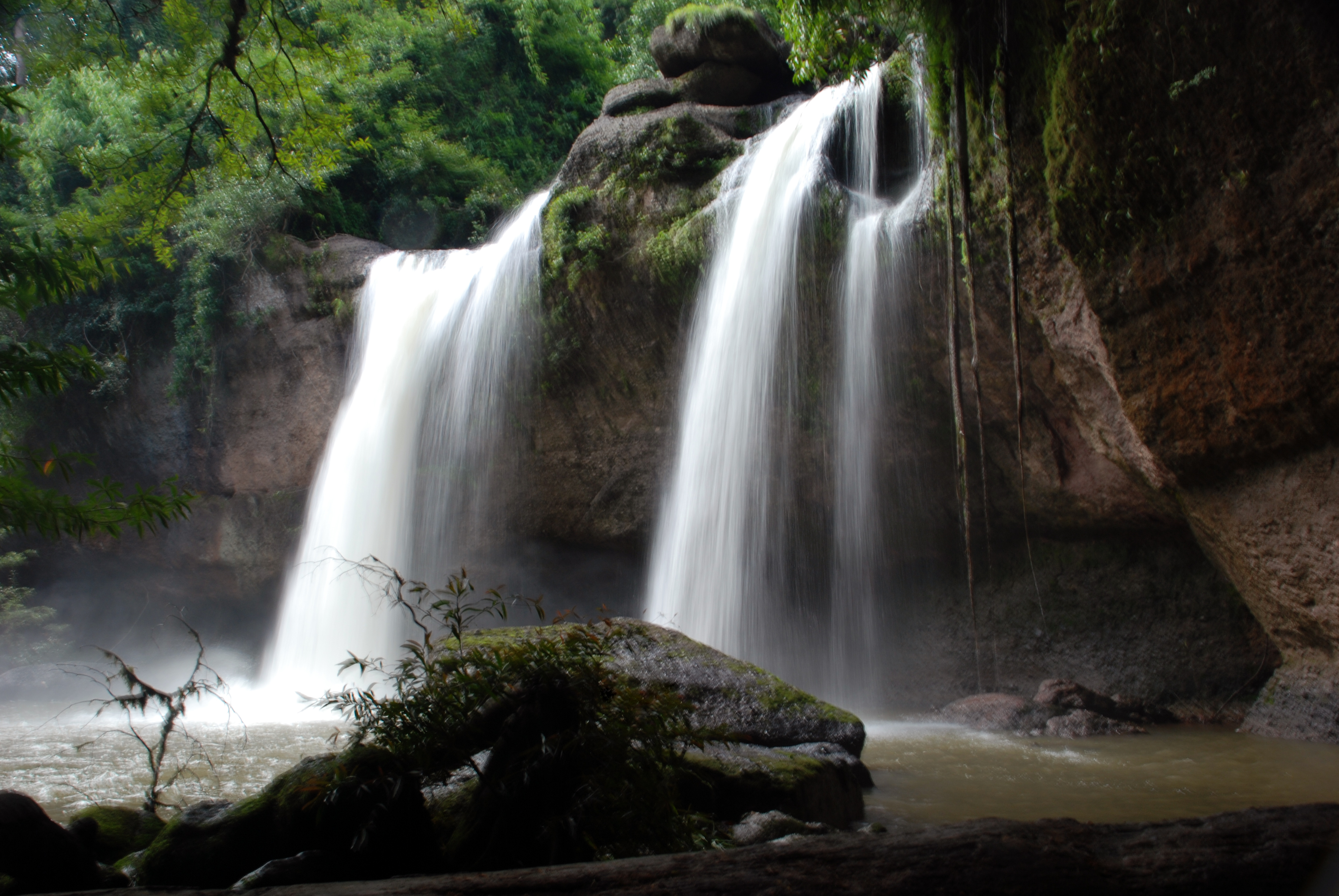
Thác nước Haeo Suwat trong Vườn quốc gia Khao Yai, Thái Lan.

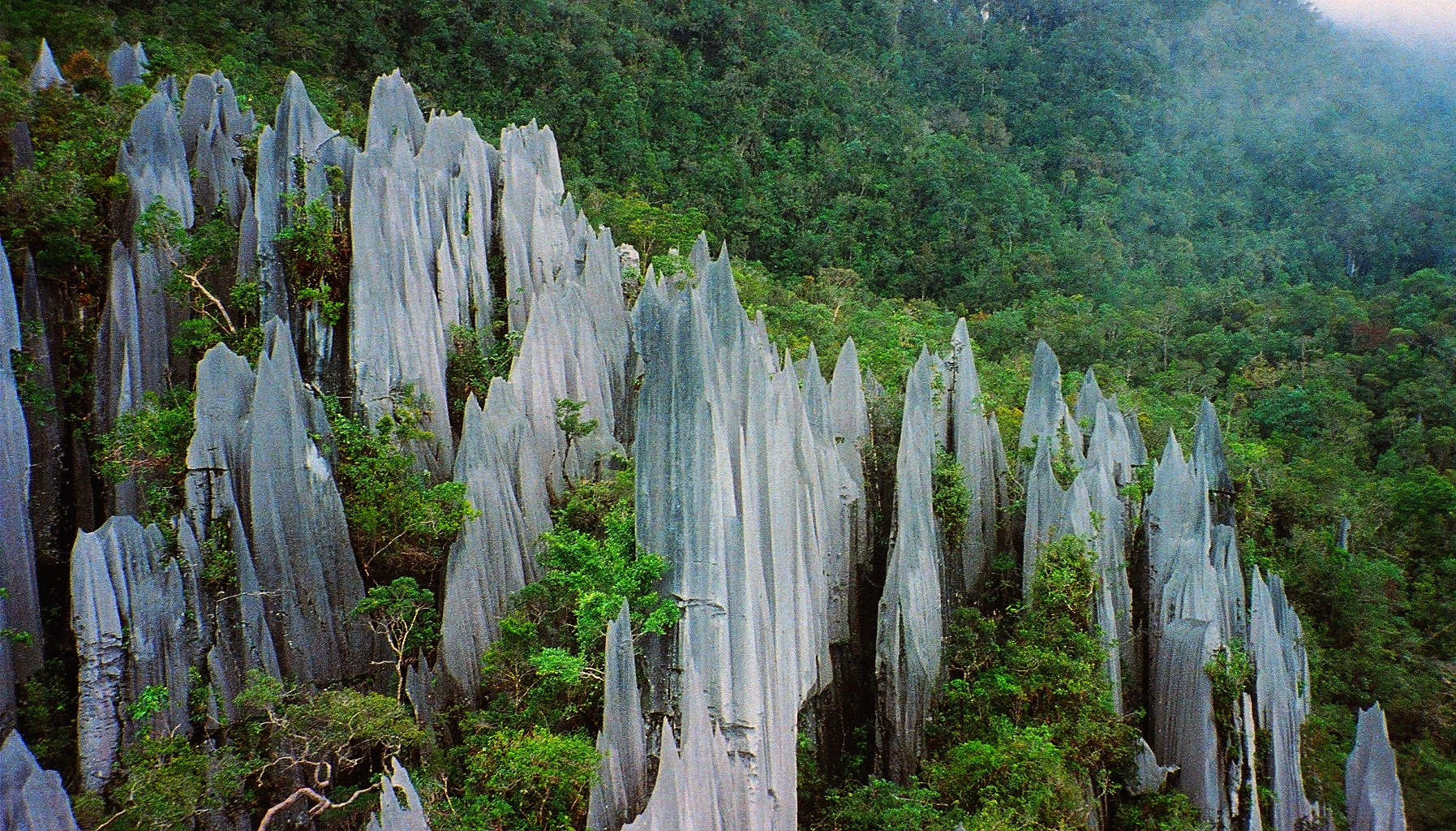
Núi Api, một phần của Vườn di sản Gunung Mulu, Malaysia.

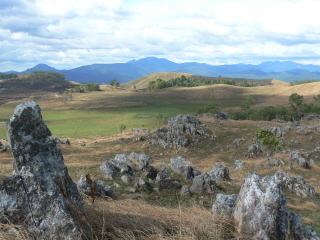
Vườn quốc gia Virachey, Campuchia.

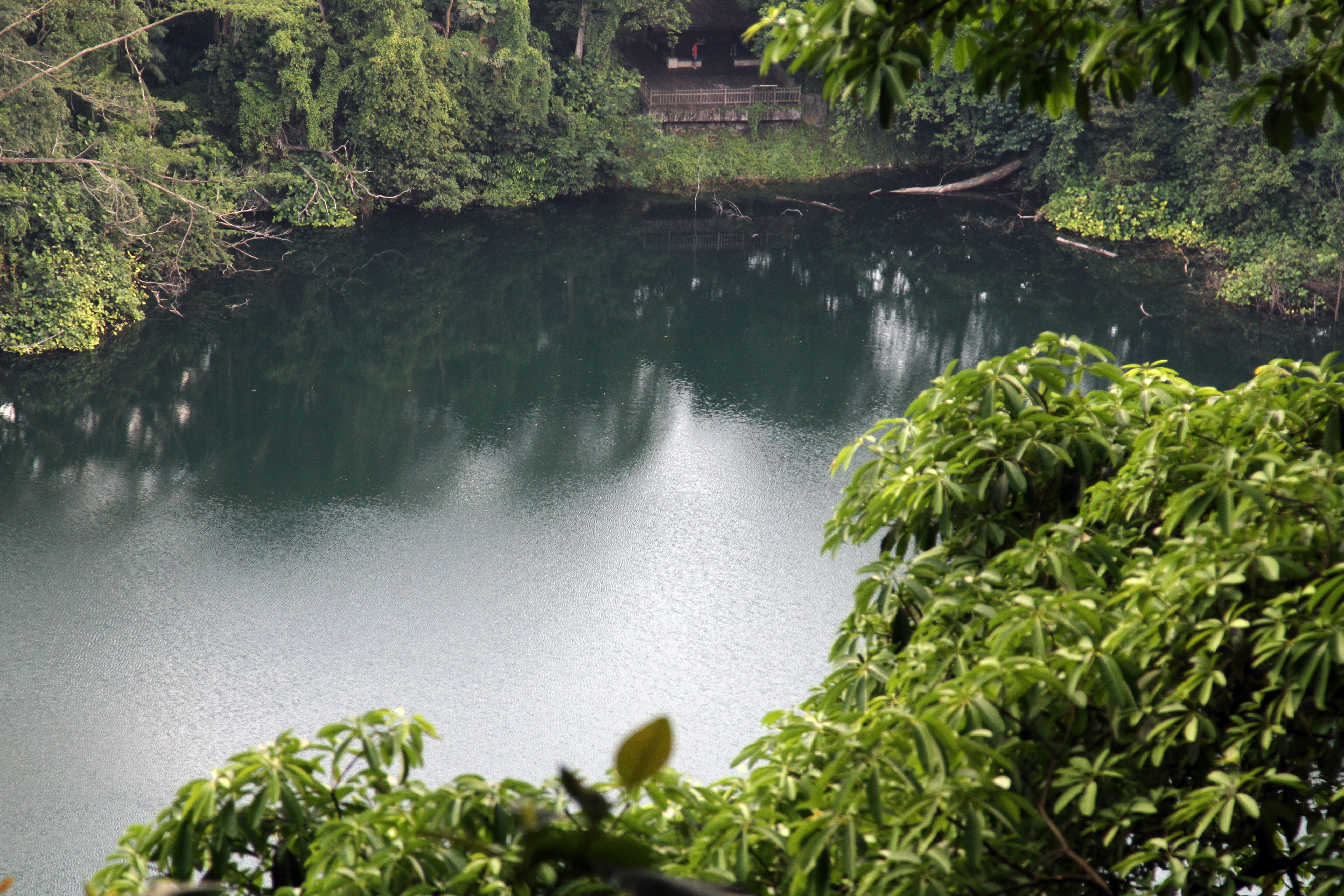
Khu bảo tồn thiên nhiên Bukit Timah, Singapore.

Vườn di sản thuộc Hiệp hội các quốc gia Đông Nam Á (ASEAN) đại diện của những nỗ lực để bảo tồn các khu vực đa dạng sinh học có tầm quan trọng hoặc mang tính độc đáo đặc biệt tại các quốc gia thành viên ASEAN. Các Bộ trưởng về Môi trường của ASEAN đã hợp tác và cùng ký kết Tuyên bố ASEAN về việc thành lập các Vườn di sản vào ngày 18 tháng 12 năm 2003. Các nước thành viên ASEAN đã nhất trí rằng
"Hợp tác chung là cần thiết để bảo tồn và quản lý các Vườn di sản ASEAN nhằm đảm bảo cho sự phát triển và thực hiện bảo tồn khu vực và kế hoạch hành động quản lý cũng như các cơ chế bổ sung cho nỗ lực của các quốc gia nhằm thực hiện các biện pháp bảo tồn".
Trung tâm ASEAN về Đa dạng sinh học (ACB) có nhiệm vụ như là thư ký của Chương trình Vườn Di sản ASEAN và có trách nhiệm xem xét các nguyên tắc sau:
- Duy trì các quá trình sinh thái quan trọng và các hệ thống hỗ trợ tự nhiên;
- Bảo tồn đa dạng di truyền;
- Duy trì đa dạng các loài động thực vật trong môi trường tự nhiên;
- Đảm bảo sử dụng bền vững các nguồn tài nguyên; và
- Cung cấp cơ hội cho giải trí ngoài trời, du lịch, giáo dục và nghiên cứu để làm cho mọi người nhận ra tầm quan trọng của tài nguyên thiên nhiên.

## Danh sách[3]
Cho đến hết năm 2024, đã có tổng cộng 57 địa danh được công nhận là vườn di sản ASEAN. Trong đó, 11 địa danh được công nhận đầu tiên là vào năm 1984, còn khu vực gần đây nhất mới được công nhận vào năm 2023 là Vườn quốc gia Côn Đảo của Việt Nam và Công viên tự nhiên Dãy núi Inayawan của Philippines. Trong số tất cả các địa danh được công nhận là Vườn di sản ASEAN, 8 địa danh đồng thời cũng là các Di sản thế giới được UNESCO công nhận. Đó là các Vườn quốc gia Gunung Leuser, Kerinci Seblat, Lorentz ở Indonesia; Vườn quốc gia Gunung Mulu, Kinabalu ở Malaysia; Vườn quốc gia Khao Yai ở Thái Lan; và Rạn san hô Tubbataha, Khu bảo tồn động vật hoang dã Núi Hamiguitan ở Philippines.

### Brunei
- Vườn di sản Tasek Merimbun[4] (1984)

### Campuchia
- Vườn quốc gia Preah Monivong (Bokor) (2003)
- Vườn quốc gia Virachey (2003)

### Indonesia
- Vườn quốc gia Gunung Leuser (1984)
- Vườn quốc gia Kerinci Seblat (1984)
- Vườn quốc gia Lorentz (1984)
- Vườn quốc gia Way Kambas (2016)
- Vườn quốc gia Kepulauan Seribu (2019)
- Vườn quốc gia Wakatobi (2019)
- Vườn quốc gia Bantimurung – Bulusaraung (2019)

### Lào
- Khu bảo tồn quốc gia Nam Ha (2003)

### Malaysia
- Vườn quốc gia Gunung Mulu (1984)
- Vườn quốc gia Kinabalu (1984)
- Vườn quốc gia Taman Negara (1984)
- Vườn quốc gia Endau-Rompin Johor (2022)

### Myanmar
- Vườn quốc gia Alaungdaw Kathapa (2003)
- Vườn quốc gia Khakaborazi (2003)
- Khu bảo tồn động vật hoang dã Hồ Indawgyi (2003)
- Khu bảo tồn động vật hoang dã Hồ Inlé (2003)
- Vườn quốc gia biển Đảo Lampi (2003)
- Khu bảo tồn động vật hoang dã Meinmhala Kyun (2003)
- Vườn quốc gia Nat Ma Taung (2012)
- Khu bảo tồn động vật hoang dã Htamanthi (2019)

### Philippines
- Vườn quốc gia Apo (1984)
- Vườn quốc gia Núi Iglit–Baco (1984)
- Núi Kitanglad[5] (2009)
- Núi Malindang (2011)
- Núi Makiling [6] (2013)
- Rạn san hô Tubbataha (2014)
- Khu bảo tồn động vật hoang dã Núi Hamiguitan (2014)
- Tượng đài tự nhiên Timpoong và Hibok-Hibok (2015)
- Khu bảo tồn động vật hoang dã Đầm lầy Agusan (2019)
- Công viên tự nhiên Dãy núi Inayawan (2022)
- Công viên tự nhiên Pasonanca (2022)

### Singapore
- Khu bảo tồn ngập nước Sungei Buloh (2003)
- Khu bảo tồn thiên nhiên Bukit Timah (2011)

### Thái Lan
- Vườn quốc gia Khao Yai (1984)
- Vườn quốc gia Biển Tarutao (1984)
- Vườn quốc gia Ao Phang-Nga - Mu Ko Surin - Mu Ko Similan (2003)
- Vườn quốc gia Kaeng Krachan (2003)
- Vườn quốc gia Mu Ko Ang Thong (2019)
- Vườn quốc gia Hat Chao Mai và khu vực cấm săn bắn Quần đảo Libong (2019)
- Vườn quốc gia Khao Sok (2021)

### Việt Nam
- Vườn quốc gia Ba Bể (2003)
- Vườn quốc gia Chư Mom Ray (2003)
- Vườn quốc gia Hoàng Liên (2003)
- Vườn quốc gia Kon Ka Kinh (2003)
- Vườn quốc gia U Minh Thượng (2012)
- Vườn quốc gia Bái Tử Long (2017)
- Vườn quốc gia Vũ Quang (2019)
- Vườn quốc gia Bidoup Núi Bà (2019)
- Vườn quốc gia Lò Gò - Xa Mát (2019)
- Khu bảo tồn thiên nhiên Ngọc Linh (2019)
- Vườn quốc gia Côn Đảo (2022)
- Vườn quốc gia Bạch Mã (2022)